# Streamline-Aviation-Flug 200
Streamline-Aviation-Flug 200 war ein geplanter Frachtflug der Streamline Aviation vom Flughafen Paris Charles de Gaulle zum London-Luton Airport, der am 25. Mai 2000 mit einer Shorts 330-200 durchgeführt werden sollte. Vor dem Abflug kam es zu einem schweren Zwischenfall, als eine McDonnell Douglas MD-83 der Air Liberté, die den Startlauf zum Air-Liberté-Flug 8807 durchführte, einem internationalen Charterflug nach Madrid, mit der Maschine kollidierte, wobei die linke Tragfläche der MD-83 das Cockpit der Shorts aufschlitzte und ein Pilot getötet und der andere schwer verletzt wurde.

## Flugzeuge und Insassen

### Shorts 330-200 der Streamline Aviation

#### Maschine
Bei der ersten Maschine handelte es sich um ein Regionalverkehrsflugzeug vom Typ Shorts 330-200 aus britischer Produktion. Die betroffene Maschine mit der Werksnummer SH.3064 aus dem Baujahr 1980/81 wurde am 15. Januar 1981 mit dem Luftfahrzeugkennzeichen G-BIOF auf den Hersteller zugelassen, der die Maschine anschließend an unterschiedliche Betreiber verleaste. Die Maschine wurde am 23. März 1981 an die Coral Air ausgeliefert, bei der sie anfangs mit dem Kennzeichen N4270A, ab Mai 1981 dann als N280VY in Betrieb war. Im Juni 1982 übernahm die Pennsylvania Airlines, die Flüge im Namen von Allegheny Commuter durchführte, die Maschine. Ab Dezember 1982 gehörte die Maschine zu Command Airways und ab dem 12. April 1983 zu Fischer Brothers Aviation. Ab Juni 1983 betrieb die Avair die Maschine mit dem irischen Luftfahrzeugkennzeichen EI-BNM, ab dem 4. April 1984 war die Maschine unter ihrem ursprünglichen Kennzeichen G-BIOF für die Air Écosse in Betrieb, ehe der Leasingrückläufer zum 6. September 1985 wieder zum Hersteller zurückkehrte. Ab dem 13. September 1985 war die Maschine bei der nigerianischen Okada Air als 5N-AOX in Betrieb und ab dem 12. Januar 1989 mit dem Kennzeichen G-LEDN bei Janes Aviation. Die Titan Airways übernahm die Maschine im Dezember 1991. Bei der Streamline Aviation war die Maschine ab dem 25. März 1993 in Betrieb, ab dem 3. März 2000 mit dem neuen Luftfahrzeugkennzeichen G-SSWN. Das zweimotorige Zubringerflugzeug war mit zwei Turboprop-Triebwerken des Typs Pratt & Whitney Canada PT6A-45R ausgestattet. Bis zum Zeitpunkt des Unfalls hatte die Maschine eine Gesamtbetriebsleistung von 15.215 Betriebsstunden absolviert, auf die 19.504 Starts und Landungen entfielen.

#### Besatzung
Es befand sich eine zweiköpfige Besatzung an Bord der Maschine, bestehend aus einem Flugkapitän und einem Ersten Offizier. Der 41-jährige Flugkapitän verfügte über 2.240 Stunden Flugerfahrung, von denen er 1.005 in Maschinen des Typs Shorts 330 absolviert hatte. Der 43-jährige Erste Offizier verfügte über 4.370 Stunden Flugerfahrung, jedoch nur über 14 Stunden Erfahrung im Cockpit der Shorts 330. Er war der Fluggesellschaft erst am 22. Mai 2000 beigetreten und durchlief gerade eine Schulung auf diesem Flugzeugtyp. Am 22./23. Mai sowie am 23./24. Mai war er bereits die Strecke Luton – Paris Charles de Gaulle – Luton geflogen, am 25. Mai flog er die Strecke von Luton nach Paris Charles de Gaulle.

### McDonnell Douglas MD-83 der Air Liberté

#### Maschine

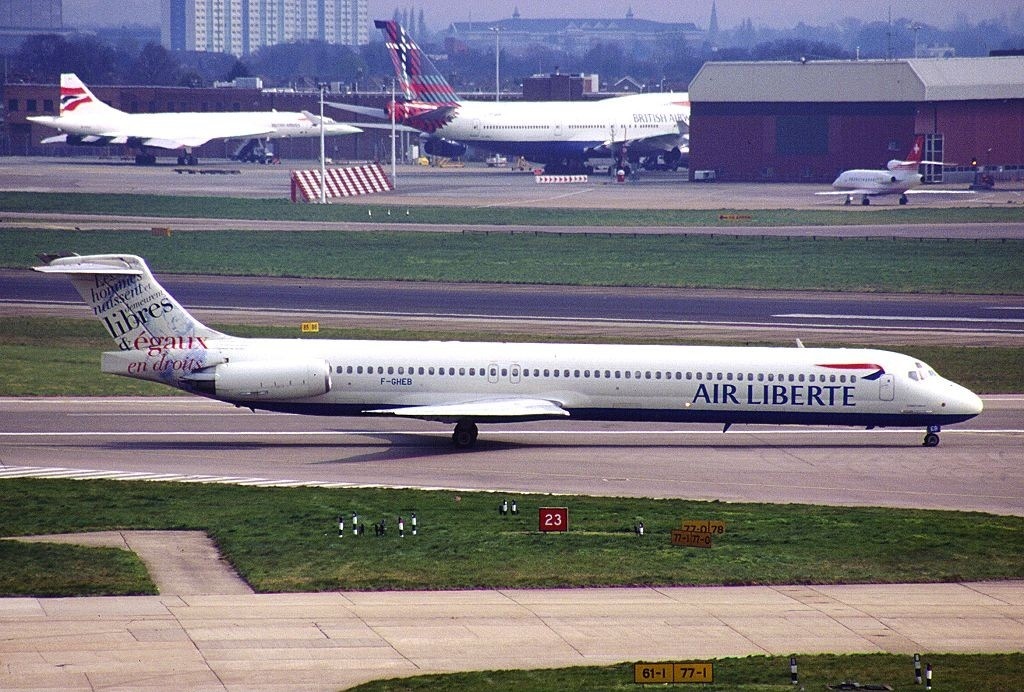
Eine MD-83 der Air Liberté im Jahr 2000

Die zweite beteiligte Maschine eine McDonnell Douglas MD-83 (DC-9-83) mit der Werknummer 49576 und der Modellseriennummer 1422, deren Roll-out im Werk von McDonnell Douglas in Long Beach (Kalifornien) am 30. September 1987 erfolgte und die für das irische Flugzeugleasingunternehmen Guinness Peat Aviation (GPA) gebaut wurde, welches die Maschine am 23. November 1987 neu an den ersten Leasingnehmer Spantax ausliefern ließ, wo die MD-83 als EC-EFK in Betrieb ging. Zum 1. April 1988 kehrte die Maschine mit dem Kennzeichen EI-BWE an den Leasinggeber zurück, der die Maschine ab dem 7. Mai 1988 an die Air Liberté verleaste. Bei dieser Fluggesellschaft erhielt die Maschine am 11. Januar 1989 das neue und letzte Luftfahrzeugkennzeichen F-GHED. Ab dem 12. Dezember 1989 war die Maschine an die mexikanische La Tur Airlines verleast, ehe sie am 24. April 1990 zur Air Liberté zurückkehrte. Ab dem 4. Mai 1990 war die Maschine nochmals verleast, diesmal an die Tochtergesellschaft Air Liberté Tunisie. Seit dem 17. April 1995 betrieb die Air Liberté wieder die Maschine. Das zweistrahlige Schmalrumpfflugzeug war mit zwei Turbojettriebwerken des Typs Pratt & Whitney JT8D-219 ausgestattet.

#### Besatzung und Passagiere
Den Charterflug von Paris nach Madrid hatten 151 Passagiere angetreten. An Bord der Maschine befand sich eine sechsköpfige Besatzung, die sich aus einem Flugkapitän, einem Ersten Offizier und vier Flugbegleiterinnen zusammensetzte. Der 55-jährige Flugkapitän verfügte über 11.418 Stunden Flugerfahrung, von denen er 6.935 Stunden im Rang des Kapitäns absolviert hatte. Der 47-jährige Erste Offizier verfügte über 11.104 Stunden Flugerfahrung.

## Unfallhergang
Mit der Shorts 330 sollte ein Postflug von Paris nach Luton durchgeführt werden. Die Besatzung der Maschine erhielt um 02:38 Uhr die Freigabe, vom Frachtabfertigungsgate N51 zur Startbahn 27 zu rollen. Etwa zur gleichen Zeit rollte die MD-83 der Air Liberté ebenfalls zur Startbahn 27, von der aus sie zum Flug nach Madrid starten sollte. Um 02:44 Uhr fragte der Fluglotse der Rollkontrolle des Flughafens die Besatzung der Shorts 330, ob diese über einen zwischenliegenden Rollweg auf die Startbahn 27 rollen wollten. Die Besatzung bejahte dies und erhielt die Freigabe, Rollweg 16 zu nutzen. Um 02.50:49 Uhr erteilte der Tower-Fluglotse der MD-83 die Starterlaubnis. Sein Kollege erteilte daraufhin der Besatzung der Shorts die Anweisung, stehen zu bleiben und zu warten. Während die MD-83 den Startlauf durchführte, rollte die Shorts auf ihre Landebahn. Mit einer Geschwindigkeit von etwa 155 Knoten (ca. 287 km/h) schlitzte die linke Tragfläche der MD-83 das Cockpit der Shorts auf. Die Besatzung der MD-83 brach den Start daraufhin ab.

## Ursache
Gemäß der Unfalluntersuchung wurde der Unfall einerseits verursacht durch die fehlerhafte Wahrnehmung der Position der Maschine durch den zuständigen Fluglotsen. Ferner habe es an systematischen Verfahren zur Überprüfung und Korrektur von derartigen Fehlern auf Seiten der Flugsicherung gefehlt. Der Besatzung der Shorts wurde zur Last gelegt, dass sie keine Zweifel darüber erhoben hatte, dass sie als erste Maschine in der Reihe zur Startposition gelotst werden sollte. Als beitragende Faktoren wurden die Überbelichtung der Startbahn 27 genannt, die dem Fluglotsen eine direkte Sicht auf die Bahn erschwerte, der erschwerte Zugriff auf Radarinformationen, die entweder schwer zu lesen waren oder bei ihm nicht angezeigt wurden, die Verwendung von zwei Sprachen für die Funkkommunikation, wodurch die Besatzung der Shorts aufgrund ihrer unzureichenden Französischkenntnisse nicht wissen konnte, dass die MD-83 den Startlauf durchführen sollte und schließlich der steile Winkel zwischen der Rollbahn 16 und der Landebahn 27, wodurch es der Shorts-Besatzung unmöglich war, die Landebahn vor dem Einrollen auf diese einzusehen.